# برقوق البر
بَرْقُوق البَرّ   هو جنس من النباتات المزهرة في فصيلة البطميات التي ضمنها الكاجو. يتكون الجنس من 17 نوعاً موصوفاً، 7 منها موطنها الإقليم المداري الجديد وحوالي 10 أصليين في آسيا الاستوائية. يطلق عليهم في الصومال وفي بعض الحالات التفاح الذهبي لفاكهتهم ذات الألوان الزاهية التي تشبه التفاح أو برقوق صغير في لمحة غير رسمية. ومع ذلك ، فهي مرتبطة فقط بأشجار التفاح والخوخ.

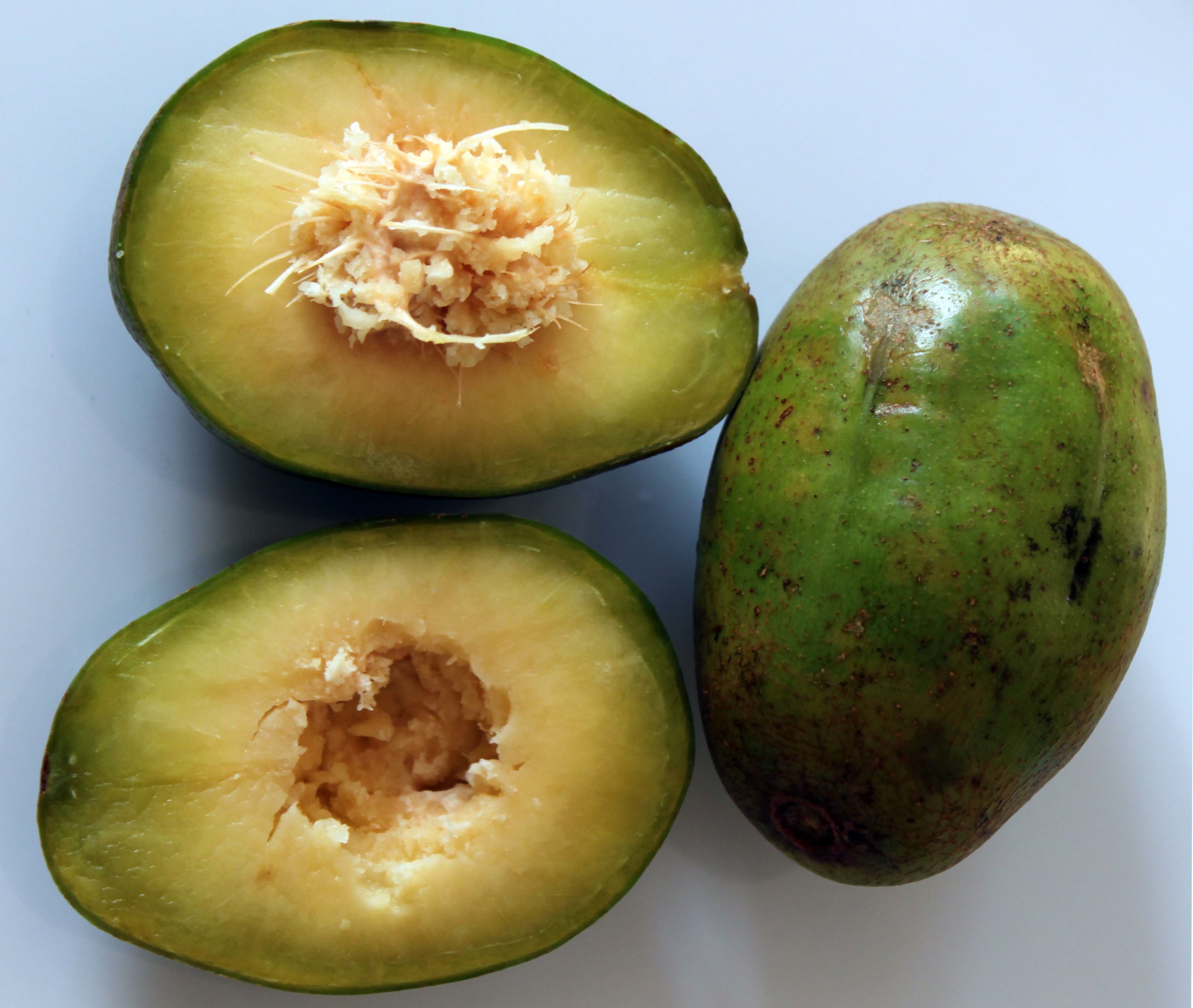
ثمار برقوق البر الحلو

## وصف
أشجارها نفضية أو شبه أبيدة يصل ارتفاعها إلى 25 متراً. الأوراق مرتبة حلزونياً، ريشية الشكل، نادراً ما تكون ثنائية أو بسيطة. الثمرة حسلةٌ شبيه بالأنب (المنجة) صغير، تطول 4-10 سم، تنضج أصفر أو برتقالي. لها بذرة واحدة. أزهارها نورية خماسية التركيب.